# Revolution (EP)
Revolution – minialbum amerykańskiego producenta muzycznego Diplo, wydany 8 października 2013 roku przez Mad Decent. Został wydany w wersji digital download i CD.

## Lista utworów
1. "Biggie Bounce" (feat. Angger Dimas & Travis Porter) - 3:44
2. "Revolution" (feat. Faustix, Imanos & Kai) - 4:23
3. "Crown" (feat. Boaz van de Beatz, Mike Posner & RiFF RAFF) - 3:52
4. "Rock Steady" (feat. Action Bronson, RiFF RAFF, Mr MFN eXquire & Nicky da B) - 3:33
5. "Revolution" (Boaz van de Beatz Remix) (feat. Faustix, Imanos & Kai) - 4:26
6. "Biggie Bounce" (TWRK Remix) (feat. Angger Dimas & Travis Porter) - 3:43